# Delain (Haute-Saône)
Delain é uma comuna francesa na região administrativa da Borgonha-Franco-Condado, no departamento do Alto Sona. Estende-se por uma área de 12.20 km². Em 2010 a comuna tinha 215 habitantes (densidade: 17,6 hab./km²).